# Benvenuto Cellini
Benvenuto Cellini (født 3. november 1500 i Firenze; død 13. februar 1571 samme sted) var en italiensk guldsmed, billedhugger, soldat og musiker, der også skrev en berømt selvbiografi (Vita, udgivet første gang i Napoli 1728). Han var en af de vigtigste kunstnere i manierismen.
Cellini skulle efter faderens ønske have været musiker og kom
også en tid i det pavelige kapel i Rom,
hvilket skaffede ham bestillinger på
guldsmedearbejde fra paven. Han foretrak dog guldsmedekunsten
og uddannede sig i faget hos forskellige mestre i Firenze og andre steder.
Han kom hurtigt efter det håndværksmæssige,
sluttede venskab med forskellige unge kunstnere, men da
han var noget stridbar, kom han til at føre
en omflakkende og ofte dramatisk tilværelse,
særlig skiftevis i sin fødeby og i Rom.

## 1523 flugt til Rom
1523 flygtede han på grund af stridigheder til Rom, hvor
han også havde været i 18-19 års-alderen.
Her fik han eget guldsmedeværksted og meget
arbejde for paven og andre, studerede Michelangelos og
Rafaels værker og stod på fortrolig fod med
Giulio Romano og andre kunstnere.
Under Roms plyndring 1527 var Cellini blandt
forsvarerne.
Fordrevet fra Rom virkede han blandt andet i Mantua og
Firenze, var igen 1529 i Rom og virkede her til
ca. 1534 som pavelig møntstempelskærer og
medaljør (Clemens VII-medaljer m.v.).
1534 dræbte han en guldsmederival og
måtte flygte, men kunne atter snart vende
tilbage og forblev her (med en rejseafbrydelse
1537 til den franske konge Frans I i Fontainebleau)
indtil 1540; til 1545 som fange.

## Fængsling og flugt
Cellini blev beskyldt for under Roms belejring at have
tilegnet sig pavelige ædelstene og andre smykker og
blev sat i et af Engelsborgs fangehuller.
Det lykkedes ham at flygte – han skildrer selv
sin flugt overordentligt levende – men blev
atter fængslet og fik først ved
venners indgriben sin frihed i slutningen af 1539.
1540-45 virkede han i Frankrig under Frans I,
blev naturaliseret og fik slottet Petit Nesle i
Paris som bolig og værksted. Han fik her hjælp af en stor elevskare og udførte
adskillige billedhugger- og guldsmedearbejder;
men hofintriger og rivalen Francesco Primaticcio stillede ham til sidst i skygge, og
uden orlov tog han 1545 tilbage til Firenze.
Under Cosimo I (1519-1574) indtog han også her en fremskudt
stilling som billedhugger og guldsmed, men
finansielle vanskeligheder og den stadige rivaliseren
med Bartolommeo Bandinelli forbitrede livet for ham.
Cellini døde 13. februar 1571 og blev 15. februar begravet i Santissima Annunziata i Firenze.

## Værker
Kendskabet til Cellini og hans store
popularitet skyldes først og fremmest hans
selvbiografi, der går til 1562. Manuskriptet er
i Biblioteca Medicea Laurenziana i Firenze. Bogen har mange levende træk og er af
betydelig kulturhistorisk værdi; den er særlig kendt gennem
Goethes oversættelse efter en i øvrigt ikke nøjagtig kopi; en dansk oversættelse fra italiensk i 1899 og
hovedudgave ved Orazio Bacci fra 1900.
Cellinis stærke og ofte
pralende forherligelse af sit eget jeg og hans
angreb på modstanderne har vakt
mistænksomhed med henyn til manuskriptets pålidelighed;
nyere undersøgelser har dog ofte kunnet
bekræfte Cellinis oplysninger, og i det store og hele
turde bogen være et pålideligt historisk dokument.
Af den i selvbiografien omtalte produktion er
nu kun yderst lidt tilbage, og mange af
guldsmedearbejderne er vel endnu anonyme.

## Skulpturer
| |
| - Skulpturer - Perseus med Medusas hoved, 1545-1554 - Fra en anden vinkel - Nymfen fra Fontainebleau, 1542, nu i Louvre |

Af skulpturer kan nævnes:
- Bronzestatuen Perseus med Medusas Hoved (1545—54) i Loggia de’ Lanzi i Firenze, en slank skikkelse; på soklen findes bronzestatuetter i nicher.
- Det store bronzerelief Nymfen fra Fontainebleau fra 1542 med den hvilende kvinde,[3]
- Relief med mynde (Bargello i Firenze), (Benvenuto Cellini - Levriero (Firenze, Museo Nazionale del Bargello, 1545)[4]
- Bronzebuste af Cosimo I i Museo nazionale del Bargello, Firenze
- Et stort marmorkrucifiks i Basílica de El Escorial ved Madrid

## Galleri
|                                                                                           |
| - Marmorkrucifiks i Escorial - Buste af Cosimo I (ca. 1550) - Medalje. Bodemuseum, Berlin |

## Medaljearbejder
Blandt Cellinis medaljer kan nævnes: kardinal Pietro Bembo og Ercole II d'Este-medalje. Udarbejdelsen af den antikke Leda-kamé i Kunsthistorisk Museum Wien tilskrives Cellini. I guldsmedefaget tilskrives der med mere eller mindre ret Cellini en del kostbare kander, skeer, saltkar etc. i forskellige samlinger.
Et berømt arbejde er Frans I's saltfad (taffelopsats) som nu er i Kunsthistorisk Museum Wien
Foruden selvbiografien skrev Cellini Trattati dell’ oreficeria e della scultura 1568, en afhandling om arkitektur og desuden nogle sonetter.